# Maciasy (sielsowiet Obrub)
Maciasy (biał. Мацясы; ros. Матясы) – wieś na Białorusi, w obwodzie witebskim, w rejonie głębockim, w sielsowiecie Obrub.
W źródłach spotykane są także nazwy Maciasy II oraz Maciasy Łastowickie.

## Historia
W czasach zaborów wieś w gminie Głębokie, w powiecie dzisieńskim, w guberni wileńskiej Imperium Rosyjskiego.
W latach 1921–1945 wieś leżała w Polsce, w województwie wileńskim, w powiecie dziśnieńskim, w gminie Głębokie.
Według Powszechnego Spisu Ludności z 1921 roku zamieszkiwało tu 126 osób, wszystkie były wyznania prawosławnego i zadeklarowały białoruską przynależność narodową. Było tu 20 budynków mieszkalnych. W 1931 w 21 domach zamieszkiwało 137 osób.
Wierni należeli do parafii rzymskokatolickiej w Głębokiem i prawosławnej w Kowalach. Miejscowość podlegała pod Sąd Grodzki w Głębokiem i Okręgowy w Wilnie; właściwy urząd pocztowy mieścił się w Głębokiem.